# Eberhard Jäckel
Eberhard Jäckel (Wesermünde, 29 de junio de 1929; Stuttgart, 15 de agosto de 2017) fue un historiador alemán que investigó y publicó principalmente sobre el nacionalsocialismo. De 1967 a 1997 enseñó como profesor titular de historia moderna en la Universidad de Stuttgart. En la década de 1980, fue uno de los principales protagonistas de la disputa de los historiadores (Historikerstreit) sobre cómo incorporar la Alemania nazi y el Holocausto a la historiografía alemana y sobre las intenciones de Hitler respecto al Holocausto.

## Biografía
Eberhard Jäckel era hijo de Wilhelm Jäckel y su esposa Margarete, de soltera, Hellweg. Nació en Wesermünde (hoy Bremerhaven).  Asistió a institutos humanísticos en Dortmund y Fulda, así como a la escuela secundaria Laurentianum en Arnsberg (Westfalia). Estudió historia y filología clásica en Gotinga y Tubinga. En 1951 se trasladó a la Universidad de Friburgo, donde estudió historia y derecho público. Entre 1952 y 1954 estudió en la Universidad de Florida (Estados Unidos) y en el Instituto de Estudios Políticos de París. En junio de 1955 se doctoró con Gerhard Ritter en Friburgo con una tesis sobre El cristianismo y el paganismo en la "Utopía" de Tomás Moro (Christentum und Heidentum in der „Utopia“ des Thomas Morus).  Después de trabajar como asistente y docente en Kiel hasta 1966, enseñó desde 1967, y siguió a Golo Mann como profesor de historia moderna en la Universidad de Stuttgart, cargo que Jäckel mantuvo hasta su jubilación en 1997. De 1970 a 1971 fue decano de la facultad de historia, ciencias sociales y económicas.
La tesis doctoral de Jäckel se convirtió en 1966 en su primer libro: Frankreich in Hitlers Europa (Francia en la Europa de Hitler), un estudio de la política alemana hacia Francia de 1933 a 1945.  Jäckel saltó a la fama por primera vez a través de su libro de 1969 Hitlers Weltanschauung (La cosmovisión de Hitler), que era un examen de la ideología de Hitler. Jäckel argumentó que, lejos de ser un oportunista sin creencias, como había sostenido Alan Bullock, Hitler se aferró a un conjunto rígido de creencias fijas y actuó consistentemente desde su filosofía de "raza y espacio" a lo largo de su carrera.  En opinión de Jäckel, el núcleo de la visión del mundo de Hitler era su creencia en lo que él veía como la lucha despiadada por la supervivencia entre la "raza aria" y la "raza judía" y en su creencia de que las "razas" más fuertes poseían grandes cantidades de Lebensraum (espacio para vivir).  En opinión de Jäckel, todo lo que Hitler hizo a lo largo de su vida surgió de las creencias que había adoptado en la década de 1920. 

Jäckel argumentó que Hitler sentía que había tres factores que determinaban el "valor racial" de un pueblo: su conciencia de sí mismo, el tipo de liderazgo que tenía y su capacidad para hacer la guerra.  Según Jäckel, para Alemania significaban ultranacionalismo, el Führerprinzip y militarismo, y los tres fueron las constantes de las creencias de Hitler a lo largo de su vida.  En su opinión Mein Kampf es una larga perorata contra los tres principios que Hitler veía como la antítesis de sus tres principios sagrados: internacionalismo, democracia y pacifismo.  Jäckel afirma que para Hitler "los creadores y portadores de las tres contraposiciones son los judíos".  Según él, Hitler en el Zweites Buch de 1928
estableció por primera vez un vínculo lógico entre su concepción de la política exterior y su antisemitismo. Fueron sintetizados en su visión de la historia. Con esto, la Weltanschauung de Hitler había alcanzado finalmente el tipo de coherencia que había estado buscando durante mucho tiempo. 
De esta manera, Jäckel sostiene que Mein Kampf fue un "modelo" no sólo para el poder sino también para el genocidio:  
Él [Hitler] tuvo que aniquilar a los judíos, restaurando así el significado de la historia, y con la así restaurada lucha por la existencia, prevista por la naturaleza, tuvo que conquistar al mismo tiempo un nuevo espacio vital para el pueblo alemán. Cada una de estas tareas estaba indisolublemente ligada a la otra. A menos que los judíos fueran aniquilados, muy pronto ya no habría lucha por el espacio vital y, por tanto, ninguna cultura y, en consecuencia, las naciones desaparecerían; no sólo la nación alemana, sino en última instancia todas las naciones. Pero si, por el contrario, el pueblo alemán no lograba conquistar un nuevo espacio vital, se extinguiría a causa de ello y los judíos triunfarían. 
Jäckel opina que la ideología de Hitler se desarrolló por etapas en los años 20: "Es un hecho importante que la finalización [de la ideología de Hitler], contrariamente a las propias declaraciones de Hitler, en 1919 apenas había comenzado".  Además, el libro de Jäckel fue digno de mención como el primer relato de las creencias de Hitler escrito en Alemania por alguien de izquierda. (Jäckel se unió al SPD en 1967.) 
En lo que respecta a los debates sobre política exterior, Jäckel fue un destacado "continentalista" y sostuvo que la política exterior nazi apuntaba únicamente a la conquista de Europa del Este, a diferencia de los "globalistas", que sostienen que Hitler quería la conquista mundial. 

### Génesis de la solución final
Jäckel fue uno de los principales intencionalistas en los debates entre funcionalismo contra intencionalismo. Desde la década de 1960, argumentó que hubo un plan a largo plazo por parte de Hitler para exterminar al pueblo judío, aproximadamente a partir de 1924. Esas opiniones dieron lugar a intensos debates con historiadores funcionalistas como Hans Mommsen y Martin Broszat. Jäckel desestimó el argumento presentado por Broszat en su ensayo de 1977 "Hitler y el Génesis de la Solución Final" de que los funcionarios locales comenzaron el Holocausto por iniciativa propia bajo el argumento de que había una
gran cantidad de pruebas de que algunos [funcionarios locales] se sorprendieron o incluso se horrorizaron cuando la solución final entró en vigor. Sin duda, no estaban en desacuerdo con ello. Pero aceptaron sólo de mala gana, refiriéndose nuevamente a una orden dada por Hitler. Esto es un fuerte indicio de que la idea no se originó en ellos. 
A finales de la década de 1970, Jäckel fue un destacado crítico del autor británico David Irving y su libro Hitler's War, que sostenía que Hitler desconocía el Holocausto. Jäckel, a su vez, escribió una serie de artículos periodísticos que luego se convirtieron en el libro David Irving's Hitler: Una historia defectuosa analizada. Atacó a Irving y sostuvo que Hitler era muy consciente del Holocausto y lo aprobaba. Jäckel atacó a Irving por afirmar que una entrada en el cuaderno de Heinrich Himmler que decía "Transporte judío desde Berlín, no para ser liquidado", el 30 de noviembre de 1941 demostraba que Hitler no quería que ocurriera el Holocausto.  Jäckel sostuvo que la orden se refería únicamente a ese tren y argumentó que si Hitler había ordenado que se salvara a las personas en ese tren, debía ser lógico que estuviera al tanto del Holocausto.  Jäckel continuó argumentando que debido a que la "solución final" era secreta, no es sorprendente que los sirvientes de Hitler ignoraran el Holocausto, y que de todos modos, cinco de los sirvientes de Hitler entrevistados por Irving afirmaran más tarde que creían que Hitler estaba al tanto del mismo.  Jäckel argumentó que, sobre la base de las declaraciones de Hitler en Mein Kampf, el Führer siempre estuvo comprometido con el genocidio de los judíos y que debido a que Hitler intentó más tarde ejecutar la política exterior que esbozó en Mein Kampf, es una suposición razonable que Hitler siempre estuvo comprometido con el genocidio.  Como señal de las intenciones de Hitler, Jäckel utilizó la tendencia de Hitler a involucrarse en minucias para argumentar que es inconcebible que Hitler no fuera consciente del Holocausto.  Jäckel utilizó el "Discurso profético" de Hitler del 30 de enero de 1939 en el que Hitler declaró:
Una vez más seré su profeta: si los judíos internacionales con su poder financiero dentro y fuera de Europa logran una vez más arrastrar a los pueblos del mundo a la guerra mundial, entonces el resultado no será la bolchevización del mundo y, por tanto, la victoria de los judíos, sino más bien la destrucción total de la raza judía en Europa 
Asimismo, Jäckel utilizó los discursos de Himmler en Posen de 1943 y algunas otras declaraciones de su parte en 1944 refiriéndose a una "orden" de una autoridad superior anónima como prueba de que Hitler había ordenado el Holocausto.  De la misma manera, Jäckel señaló la orden de Hitler del 13 de marzo de 1941 de restablecer los Einsatzgruppen para la Operación Barbarroja como prueba de la participación del Führer en el Holocausto.  Jäckel también argumentó que la entrada en el diario de Joseph Goebbels del 27 de marzo de 1942 que mencionaba que la "profecía" del Führer se estaba haciendo realidad era una señal de que Hitler había ordenado el Holocausto. Jäckel acusó a Irving de deshonestidad al afirmar que no había ninguna señal en el diario de Goebbels de que Hitler supiera del Holocausto.  Finalmente, Jäckel señaló las frecuentes referencias al "discurso profético" en los discursos de Hitler en tiempos de guerra como una señal de que Hitler había ordenado el exterminio. 
En respuesta al primer artículo de Jäckel, Irving anunció que había visto un documento de 1942 que demostraba que Hitler había ordenado que no ocurriera el Holocausto, pero que ahora el documento se había perdido.  Jäckel escribió que había descubierto "fácilmente" el documento "perdido" en el que el jefe de la Cancillería del Reich, Hans Lammers, había escrito al ministro de Justicia, Franz Schlegelberger, diciéndole que Hitler le ordenaba dejar la "cuestión judía" en un "segundo plano" hasta después de la guerra.  Jäckel señaló que el documento en cuestión era el resultado de una reunión entre Lammers y Schlegelberger el 10 de abril de 1942 sobre enmiendas a la ley de divorcio relativa a judíos alemanes y Mischlinge.  Jäckel señaló que en 1942 había una división del trabajo entre los representantes del Rechtsstaat (estado de derecho) y el Polizeistaat (estado policial) en la Alemania nazi,  y argumentó que para los representantes del Rechtsstaat como el Ministerio de Justicia, la "solución final" era un proceso burocrático para privar a los judíos de sus derechos civiles y aislarlos, y para los representantes del Polizeistaat como las SS, la "solución final" fue genocidio. 
Jäckel argumentó que la orden de Hitler a Lammers de decirle a Schlegelberger que esperara hasta después de la guerra antes de preocuparse por los detalles "impracticables" de las leyes de divorcio entre judíos alemanes y "arios" era simplemente la forma que tenía Hitler de disuadir a Schlegelberger.  Jäckel terminó su ensayo diciendo que el documento "perdido" de ninguna manera probaba que Hitler desconociera el Holocausto y acusó a Irving de engaño al afirmar lo contrario. 
En 1980, Jäckel, junto con Axel Kuhn, publicó Hitler: Sämtliche Aufzeichnungen 1905-1924, una colección de documentos primarios que registran todos los discursos y escritos de Hitler desde 1905 hasta 1924.  En el libro se incluían todas las cartas, postales, notas y poemas escritos por Hitler.  En su opinión, concluyeron los editores, hubo un cambio real en la personalidad de Hitler en 1919, ya que sus escritos anteriores a ese año habían sido relativamente apolíticos y sus escritos a partir de 1919 mostraban una creciente obsesión por el antisemitismo.  En abril de 1981, se reveló que 16 de los 600 documentos publicados en Hitler: Sämtliche Aufzeichnungen 1905-1924 eran falsificaciones. Después de que se descubriera el asunto de los diarios de Hitler, que también le habían ofrecido a Jäckel y que inicialmente creyó que eran auténticos, Jäckel compareció como testigo.  En una publicación posterior que arrojó luz sobre los hechos de las falsificaciones, Jäckel y Axel Kuhn describieron los documentos falsificados contenidos en la colección original como predominantemente triviales y sin ningún conocimiento científico nuevo.  

### Historikerstreit
En la Historikerstreit (Disputa de los historiadores) de 1986-1988, Jäckel fue un destacado crítico de Ernst Nolte, cuya teoría de los crímenes nazis como reacción a los crímenes soviéticos fue denunciada como ahistórica por Jäckel con el argumento de que Hitler despreciaba a la Unión Soviética, y por lo tanto no podría haberse sentido amenazado por los soviéticos, como sugirió Nolte.  Jäckel atacó la afirmación de Nolte de que Hitler tenía un miedo especialmente vívido a la tortura en la "jaula de ratas" soviética, argumentando que la declaración de Hitler del 1 de febrero de 1943 a sus generales sobre los oficiales alemanes capturados que iban a la "jaula de ratas" se refería claramente a la prisión de Lubianka. y eso, como argumentó Nolte, no debía interpretarse literalmente.  Jäckel continuó argumentando que Nolte no había hecho nada para establecer qué tenían que ver los comentarios sobre la "jaula de ratas" con el Holocausto.  Jäckel pasó a acusar a Nolte de participar en un argumento post hoc ergo propter hoc, para establecer el "nexo causal" entre el supuesto miedo de Hitler a la tortura en la "jaula de ratas" y el Holocausto. 
Jäckel escribió en un ensayo de 1986, "La práctica empobrecida de la insinuación: no se puede negar el aspecto singular de los crímenes nacionalsocialistas", publicado por primera vez en el periódico Die Zeit el 12 de septiembre de 1986:
Hitler solía decir por qué deseaba expulsar y matar a los judíos. Su explicación es una construcción complicada y estructuralmente lógica que puede reproducirse con gran detalle. No se mencionan ni una jaula de ratas, ni los asesinatos cometidos por los bolcheviques, ni el temor especial a estos. Por el contrario, Hitler siempre estuvo convencido de que la Rusia soviética, precisamente porque estaba gobernada por judíos, era un coloso indefenso con pies de barro. Los arios no temían a los subhumanos eslavos o judíos. El judío, escribió Hitler en 1926 en Mein Kampf, "no es un elemento de una organización, sino un fermento de descomposición. El gigantesco imperio del Este está maduro para el colapso". Hitler todavía creía esto en 1941, cuando hizo que sus soldados invadieran Rusia sin equipo de invierno. 
Más tarde, Jäckel modificó su postura y consideró que la mayoría de las iniciativas para el Holocausto procedían de Hitler, pero que era más el resultado de una serie de decisiones ad hoc que de un plan maestro por parte de Hitler. En 1998, Jäckel argumentó que Hitler inició el Holocausto a mediados de 1941 enfrentando a Himmler contra Heydrich. 
Jäckel argumentó que Himmler era antisemita pero estaba menos entusiasmado con el genocidio que Heydrich, quien veía el genocidio como una forma de obtener el apoyo de Hitler para construir una base de poder fuera del control de Himmler.  En opinión de Jäckel, el antisemitismo era una condición necesaria pero no suficiente para el Holocausto, ya que la gente había sido intensamente antisemita en Europa durante siglos sin que se produjera un genocidio. 
A diferencia de los funcionalistas, que han defendido la tesis del "dictador débil" sobre el poder de Hitler, Jäckel ha apoyado la tesis del "amo del Tercer Reich" y ha descrito el poder de Hitler como Alleinherrschaft (gobierno único). 

### La singularidad del Holocausto
Contra la afirmación de Nolte y de Joachim Fest de que el Holocausto no fue único sino uno de muchos genocidios, Jäckel escribió:
Yo, sin embargo, afirmo (y no por primera vez) que el asesinato nacionalsocialista de los judíos fue único porque nunca antes una nación con la autoridad de su líder había decidido y anunciado que mataría lo más completamente posible a un grupo particular de seres humanos, incluidos los ancianos, las mujeres, los niños y los bebés, y poner realmente en práctica esta decisión, utilizando todos los medios del poder gubernamental a su disposición. Esta idea es tan evidente y tan conocida que resulta sorprendente que haya podido escapar a la atención de Fest (las masacres de armenios en el Imperio Otomano durante la Primera Guerra Mundial fueron, según todo lo que sabemos, más bien deportaciones asesinas que genocidios planificados). 
Jäckel acusó a Nolte, Fest y Klaus Hildebrand de participar en un "juego de confusión",  diciendo que este "consistía en plantear hipótesis disfrazadas de preguntas sin pruebas, y cuando uno exige pruebas, hay una respuesta airada: "¡Después de todo, todavía se puede preguntar!".  En respuesta al ataque de Jäckel, Nolte, en un ensayo publicado en el periódico Die Zeit el 31 de octubre de 1986, escribió que el ataque de Jäckel era algo que uno podría esperar de un periódico de Alemania Oriental: "Me sorprende la frialdad con la que Eberhard Jäckel dice que no todos los burgueses fueron asesinados." 
Durante un debate en Londres en 1987 sobre el tema, Fest y Jäckel volvieron a chocar sobre la cuestión de la "singularidad" del Holocausto, y Fest acusó a Jäckel de presentar una "caricatura" de sus puntos de vista y los de Nolte. 
Lo único y singular del Holocausto es un tema importante para Jäckel y no se parece a ningún otro genocidio.  En un ensayo publicado en Der Spiegel el 23 de diciembre de 1991, se opuso a quienes afirmaban que la dictadura de Alemania Oriental era tan inhumana como la dictadura nazi.  Durante la controversia Goldhagen de 1996, Jäckel fue un destacado crítico de Daniel Goldhagen y escribió una reseña de un libro muy hostil en el periódico Die Zeit en mayo de 1996 que calificaba a Los verdugos voluntarios de Hitler como "simplemente un mal libro".  El historiador canadiense Fred Kautz, en defensa de Goldhagen, escribió: "Jackel no es un 'estructuralista', sino un biógrafo de Hitler. Expone la teoría de que Hitler fue el único impulsado por el deseo explícito de matar a todos los judíos y que, en esencia, sólo él es culpable. Esto reduce la cuestión de la culpabilidad a una sola persona malvada y absuelve a los 'alemanes comunes y corrientes'". 

### Últimos años
La asociación con la periodista de televisión, autora y publicista Lea Rosh comenzó en 1988 y dio lugar a un documental televisivo de cuatro partes muy visto, Der Tod ist ein Meister aus Deutschland,  un libro homónimo  y al Premio Hermanos Scholl en 1990.  Junto con Lea Rosh, Jäckel también lideró la campaña para crear un monumento en Berlín a los judíos asesinados en el Holocausto. El Monumento a los judíos de Europa asesinados se inauguró en 2005. 
En 2001 se le concedió la Cruz al Mérito de 1.ª clase de la Orden del Mérito de la República Federal de Alemania otorgada “por sus grandes logros en el rediseño del monumento del campo de concentración de Buchenwald ”. De 1994 a 1999 fue presidente del consejo científico de la fundación Memorial Buchenwald y Dora-Mittelbau. Desde 1995 fue miembro de la Academia de las Ciencias de Heidelberg y miembro externo de la Academia Polaca de Ciencias.
En marzo de 2006, en un ensayo en el Frankfurter Allgemeine Zeitung, Jäckel escribió una reseña de un libro que aprobaba la tesis de Guenter Lewy en su libro Las masacres armenias en la Turquía otomana, de que si bien se trató de masacres, no fueron un genocidio.  Los críticos de Jäckel lo acusaron de ignorar el hecho de que luego de las masacres de 1915, las tropas otomanas estaban cruzando la frontera y exterminando a los armenios fuera del Imperio otomano en 1918 (la campaña de los Jóvenes Turcos en el Cáucaso mató a 40.000 armenios) y en 1920 (las tropas kemalistas mataron a 60.000 civiles). 
Jäckel murió el 15 de agosto de 2017 a la edad de 88 años en la clínica Max Grundig Bühlerhöhe y fue enterrado el 23 de agosto de 2017 en el cementerio de Birkach. 

## Trabajos seleccionados
- Frankreich in Hitlers Europa : die deutsche Frankreichpolitik im Zweiten Weltkrieg, Stuttgart : Deutsche Verlags-Anstalt, 1966.
- Hitlers Weltanschauung : Entwurf einer Herrschaft, Stuttgart : Deutsche Verlags-Anstalt, 1969 traducido al inglés como Hitler's World View : A Blueprint for Power por Herbert Arnold, Cambridge, Mass. : Harvard University Press, 1972, 1981 ISBN 0-674-40425-4.
- Deutsche Parlamentsdebatten, Frankfurt a. M. u. Hamburg; Fischer-Bücherei 1970.
- Die Funktion der Geschichte in unserer Zeit, Stuttgart : Klett, 1975 ISBN 3-12-902160-4.
- "Litaraturbericht: Rückblick auf die sogenanngte Hitler-Welle" ("A Look at the So-Called Hitler Wave") pp. 695-711 from Geschichte in Wissenschaft und Unterricht, Volume 28, 1977.
- Hitler Sämtliche Aufzeichnungen 1905-1924 , Stuttgart : Deutsche Verlags-Anstalt, 1980 ISBN 3-421-01997-5.
- "Wie kam Hitler an die Macht?" pp. 305-321 from Weimar Selbstpreisgabe einer Demokratie edited by Karl Dietrich Edmann and Hagen Schulze, Düsseldorf, 1980
- Co-edited with Jürgen Rohwer Kriegswende Dezember 1941 : Referate und Diskussionsbeiträge des internationalen historischen Symposiums in Stuttgart vom 17. bis 19. September 1981, Koblenz : Bernard & Graefe, 1984 ISBN 3-7637-5433-4.
- Co-written with Jürgen Rohwer Der Mord an den Juden im Zweiten Weltkrieg : Entschlussbildung und Verwirklichung, Stuttgart : Deutsche Verlags-Anstalt, 1985 ISBN 3-421-06255-2.
- Hitler in History, Hanover, NH : Published for Brandeis University Press by University Press of New England, 1984 ISBN 0-87451-311-1.
- Hitlers Herrschaft. Vollzug einer Weltanschauung, Stuttgart: Deutsche Verlags-Anstalt, 1986.
- Co-written with Lea Rosh Der Tod ist ein Meister aus Deutschland', Komet, 1990 ISBN 3-933366-44-5
- "Une querelle d'Allemands? La misérable pratique des sous-entendus" pp. 95–98 from Documents, Volume 2, 1987.
- "Die doppelte Vergangenheit" pp. 29–43 from Der Spiegel, 23 de diciembre de 1991.
- David Irving's Hitler : a faulty history dissected : two essays translation and comments by H. David Kirk ; with a foreword by Robert Fulford; Port Angeles, Wash. ; Brentwood Bay, B.C. : Ben-Simon Publications, 1993 ISBN 0-914539-08-6
- "The Impoverished Practice of Insinuation: The Singular Aspect of National-Socialist Crimes Cannot Be Denied" pp. 74–78 from Forever In The Shadow of Hitler? edited by Ernst Piper, Humanities Press, Atlantic Highlands, 1993.
- "L'arrivé d"Hitler au pouvoir: un Tschernobly de l'histoire" from Weimar ou de la Démocratie en Allemagne edited by Gilbert Krebs and Gérard Schneilin, Paris, 1994.
- Das Deutsche Jahrhundert Eine historische Bilanze, Stuttgart, 1996.
- "The Holocaust: Where We Are, Where We Need to Go" pp. 23–29 from The Holocaust and History The Known, the Unknown, the Disputed and the Reexamined edited by Michael Berenbaum and Abraham Peck, Indiana University Press, 1998.